# Сантьяго-дель-Тейде
Сантьяго-дель-Тейде (ісп. Santiago del Teide) — муніципалітет в Іспанії, у складі автономної спільноти Канарські острови, у провінції Санта-Крус-де-Тенерифе, на острові Тенерифе. Населення — 12 099 осіб (2010).
Муніципалітет розташований на відстані близько 1800 км на південний захід від Мадрида, 55 км на захід від Санта-Крус-де-Тенерифе.
На території муніципалітету розташовані такі населені пункти: (дані про населення за 2010 рік)
- Аргуайо: 569 осіб
- Лас-Манчас: 144 особи
- Ель-Мольєдо: 190 осіб
- Пуерто-де-Сантьяго: 5413 осіб
- Ель-Ретамар: 93 особи
- Сантьяго-дель-Тейде: 444 особи
- Тамаймо: 2374 особи
- Акантіладос-де-лос-Хігантес: 2757 осіб
- Вальє-де-Арріба: 115 осіб

## Демографія
Динаміка населення (INE ):

## Галерея зображень

Розташування муніципалітету на острові Тенерифе
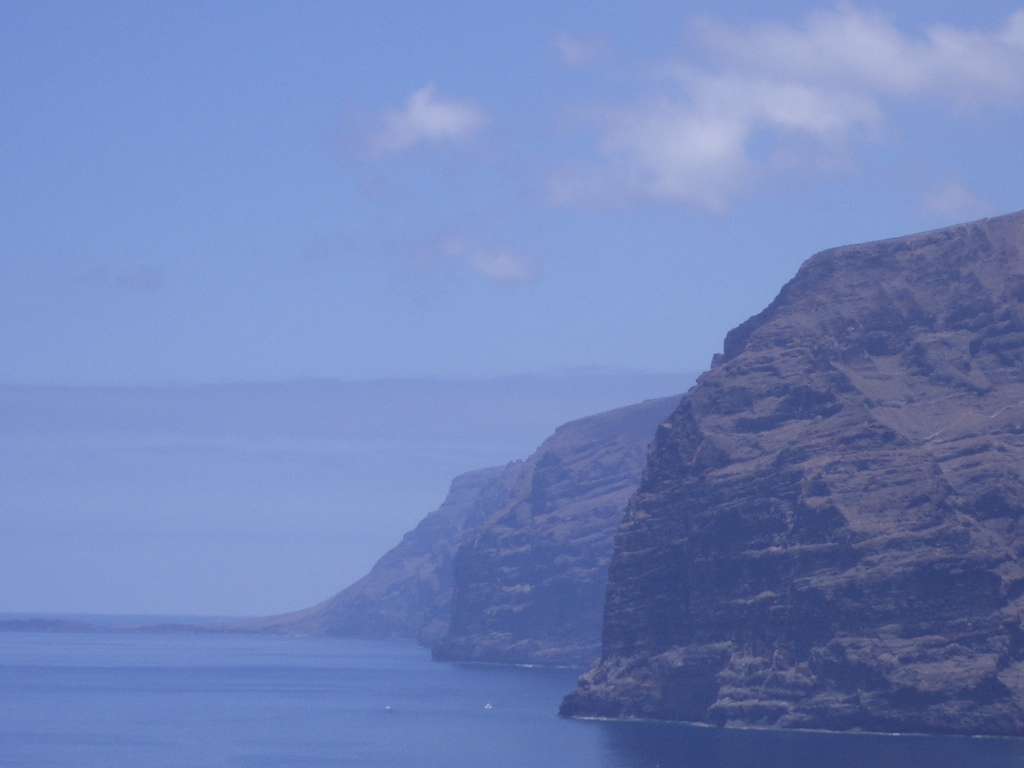
Акантіладос-де-лос-Хігантес ("Скелі гігантів")